# Inkinga carnosa
Inkinga carnosa là một loài ốc biển nhỏ, là động vật thân mềm chân bụng sống ở biển thuộc họ Strictispiridae.